# 1777.
◄ | 17. stoljeće | 18. stoljeće | 19. stoljeće | ►
◄ | 1740-ih | 1750-ih | 1760-ih | 1770-ih | 1780-ih | 1790-ih | 1800-ih | ►
◄◄ | ◄ | 1774. | 1775. | 1776. | 1777. | 1778. | 1779. | 1780. | ► | ►►
Arhitektura • Astronomija • Biologija • Glazba • Kazalište • Kemija • Kiparstvo • Knjige • Književnost • Kršćanstvo • Medicina • Politika • Pravo • Promet • Slikarstvo • Šport • Znanost

## Rođenja
- 18. listopada – Heinrich von Kleist, njemački književnik († 1811.)
- 5. listopada – Guillaume Dupuytren, francuski kirurg († 1835.)

## Vanjske poveznice
|  | Zajednički poslužitelj ima još gradiva o temi 1777. |